# Cimex
Cimex (лат.) — род клопов из семейства постельные клопы (Cimicidae). Известно около 20 видов. Эктопаразиты, которые обычно питаются кровью птиц и млекопитающих. Два вида, Cimex lectularius и Cimex hemipterus, известны как постельные клопы и часто питаются кровью людей, хотя другие виды могут паразитировать на людях условно.

## Описание
Мелкие (3—9 мм) кровососущие насекомые красновато-коричневого цвета с мелкими нефункционирующими крыльями. Тело овальное, сплющенное, покрыто жёсткими щетинками.

## Биология
Эктопаразиты, питаются кровью млекопитающих (человек, летучие мыши, грызуны) и птиц (включая кур и голубей).

## Классификация
Известно около 20 видов. Род был впервые описан шведским натуралистом Карлом Линнеем в 1758 году. В широком таксономическом объёме (с учётом синонимизации некоторых таксонов, например, Oeciacus Stål, 1873, 
Oeciacus hirundinis, Oeciacus montandoni, Oeciacus vicarius и других) некоторые источники приводят для рода около 70 таксонов. К роду, принимаемому в узком составе, относят два десятка видов.
- Cimex adjunctus Barber, 1939
- Cimex angkorae Klein, 1969
- Cimex antennatus Usinger & Ueshima, 1965
- Cimex brevis Usinger & Ueshima, 1965
- Cimex cavernicola Usinger, 1966
- Cimex columbarius Jenyns, 1839
- Cimex dissimilis (Horváth, 1910)
- Cimex emarginatus Simov, Ivanova & Schunger, 2006[15]
- Cimex flavifusca Wendt, 1939
- Cimex hemipterus Fabricius, 1803 — постельный клоп тропический (в России впервые найден в 2015 году)[16]
- Cimex incrassatus Usinger & Ueshima, 1965
- Cimex japonicus Usinger, 1966
- Cimex latipennis Usinger & Ueshima, 1965
- Cimex lectularius Linnaeus, 1758 — постельный клоп обыкновенный[17]
- Cimex marginatus Simov, Ivanova & Schunger, 2006
- Cimex pilosellus (Horváth, 1910)
- Cimex pipistrelli Jenyns, 1839
- Cimex rotundatus Signoret, 1852
- Cimex sibiricus Vinokurov, 1995

## Распространение
Встречаются повсеместно.